# Cătălin Păduraru
Cătălin-Florin Păduraru cunoscut mai mult sub numele de Cătălin Păduraru (n. 12 aprilie 1968, Iași) este un actor român de film, degustător și critic de vinuri.

## Activitatea artistică
Primele contacte cu actoria au fost în perioada când era elev în clasa a XI-a la Liceul Mihai Eminescu din Iași. În acea perioadă a jucat în trupa Teatrului Studențesc Ludic din cadrul Casei de Cultura a Studenților fiind singurul elev al trupei. În 1986 a fost selectat să joace rolul elevului Vlad Hulubei în filmul Liceenii. 
După mai multe încercări, în 1990 devine student la Institutul de Artă Teatrală și Cinematografie, în București. În 1992 joacă în filmul de comedie Liceenii Rock'n'Roll, apoi în 1993 îl interpretează pe Corneliu Coposu în filmul Începutul adevărului-Oglinda al lui Sergiu Nicolaescu, iar în anul următor joacă în filmul lui Pierre Delerive, Le fusil de bois care-i va schimba percepția privind perspectivele în acest domeniu. Ultima prezența în calitate de actor este în filmul Stare de fapt apărut pe ecrane în 1996.

## Lumea vinului
În paralel cu activitatea artistică de început își deschisese în Iași Clubul de Agrement, Turism si Cultură „Prier”, numele venind de la luna aprilie în care sunt născuți el și fratele său. În 1992 își transferă activitatea firmei în București deschizând barul din incinta Academiei de Teatru și Film. La terminarea facultății a vândut afacerea și, cu banii rezultați, a înființat o firmă de distribuție a vinurilor DOC. În 1999 a adăugat în portofoliul firmei activitatea de comerț specializat cu asistență și ofertă pedagogică. Acest lucru l-a determinat să se specializeze făcând cursuri de degustător și specializări în Franța. A urmat cursuri de masterat la Universitatea de Științe Agronomice și Medicină Veterinară din București după care și-a susținut în cadrul aceleiași instituții doctoratul în științe agricole. În 2010 s-a retras din afaceri și s-a îndreptat către presa de specialitate.
Este degustător autorizat, membru al Asociației Degustătorilor Autorizați din România, al Federației Internaționale a Jurnaliștilor și Scriitorilor de Vin⁠(fr)[traduceți] și reprezentantul României la Organizația Internațională a Viei și Vinului.
Este coautor al cărților „Mâncăruri de alta dată, vinuri și vechi băuturi românești”, „Ghidul vinurilor”, referent pentru „Vinurile lumii”. De asemenea, este realizator de emisiuni radio si TV în domeniul viei și vinului dintre care cele mai recente : „Frăția vinului” (TVR2), „Frați de viță” (TVR2), „Arta și vinul” (Money Channel).

## Filmografie
- 1986 - Liceenii - Vlad Hulubei;
- 1991 - Liceenii Rock'n'Roll - Vlad Hulubei;
- 1994 - Începutul adevărului (Oglinda) - Corneliu Coposu;
- 1994 - Le fusil de bois (Pușca de lemn) - Manoni;
- 1995 - Stare de fapt